# Heidefranjemos
Heidefranjemos (Ptilidium ciliare) is een soort mos behorend tot de Ptilidiaceae.

## Determinatie
Heidefranjemos groeit in losse, roodbruine tot geelgroene plukjes of matten, met individuele scheuten tot 3 mm breed. De stengels zijn veervormig of dubbel veervormig, met korte afgeronde vertakkingen dicht bedekt met overlappende bladeren. De bladeren zijn tot 2,8 mm breed en 2,3 mm lang, en de bladranden hebben talrijke lange, dunne tanden, waardoor het moeilijk is te zien dat de bladeren tweelobbig zijn. Bij deze soort worden seksuele voortplantingsstructuren zeer zelden waargenomen.

### Gelijkende taxa
Onvolgroeide vormen van heidefranjemos kunnen worden aangezien voor boomfranjemos (Ptilidium pulcherrimum); laatstgenoemde soort is kleiner en compacter en groeit bijna altijd dicht bij de schors. Mastigophora woodsii is een robuustere plant, met langere, verzwakte takken waarvan de bladgrootte geleidelijk taps toeloopt naar de bladtop.

## Ecologie
Heidefranjemos komt voor in heide en bos op de zandgronden, vooral op noordhellingen, boswalletjes en andere steilkanten maar bijvoorbeeld ook op naaldenstrooisel in lichte, luchtvochtige bossen. In de duinen is heidefranjemos soms aanwezig op open, ontkalkte plaatsen. Goed gedraineerde en zure substraten zijn het favoriete groeimedium van deze soort. Het groeit zelden op gevallen boomstammen en takken. 
Heidefranjemos is in Nederland nog nooit fertiel aangetroffen, ook perianthen zijn nooit waargenomen. Bestaande populaties breiden zich vegetatief uit.

## Verspreiding
Het levermos komt voor in de koele gematigde zones van het noordelijk halfrond in heel Europa, Azië en delen van Noord-Amerika. In Patagonië en Nieuw-Zeeland wordt het waarschijnlijk als een neofytisch mos beschouwd. Het kan boven de boomgrens uitkomen.
In Nederland komt het heidefranjemos vrij zeldzaam voor. Het staat op de rode lijst in de categorie 'kwetsbaar'.

## Fotogalerij

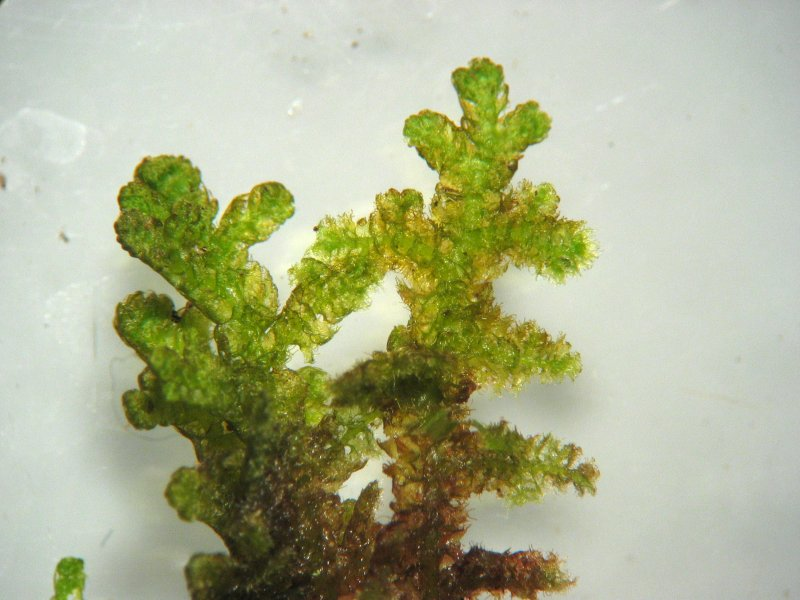
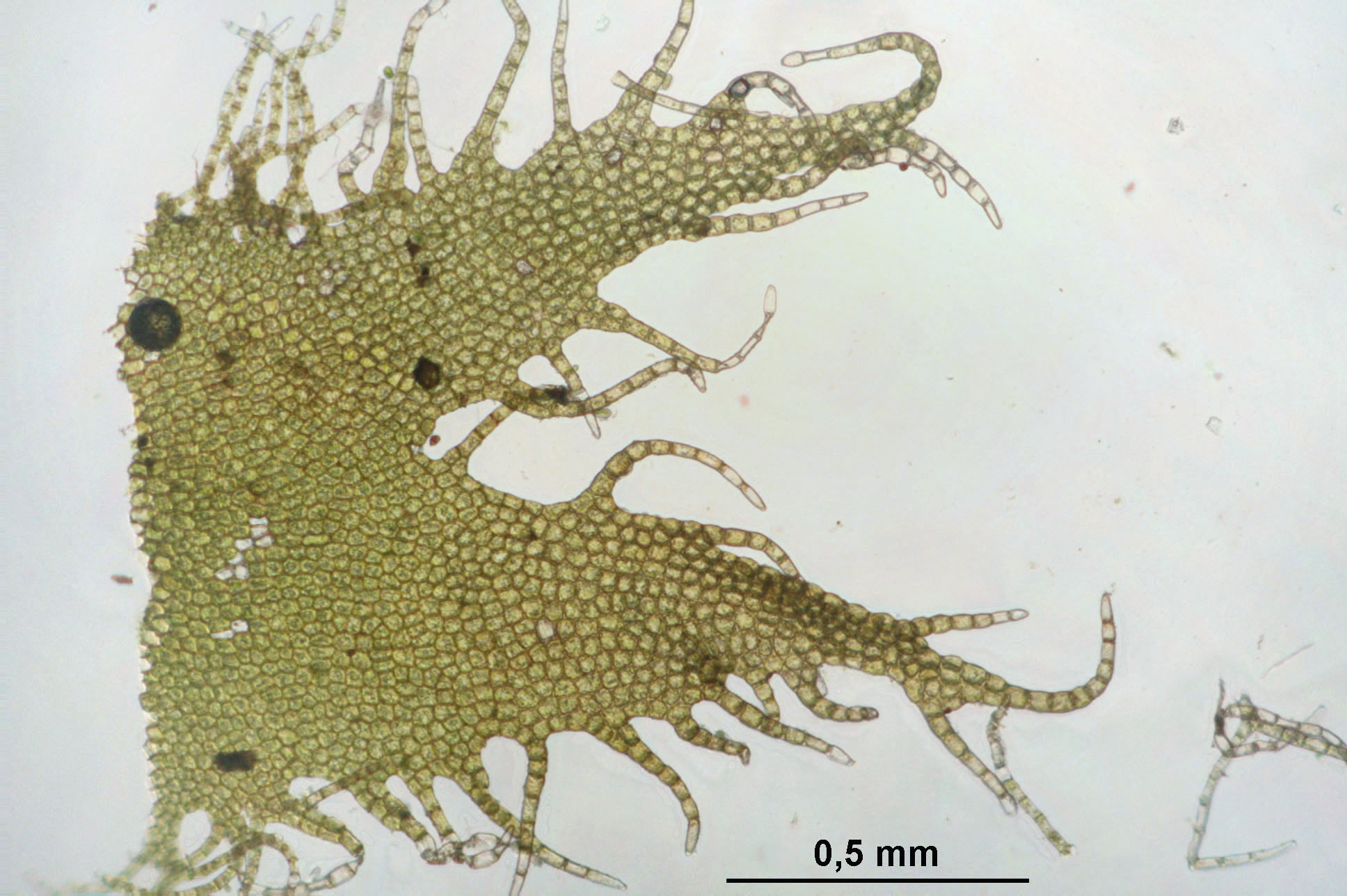
Blad
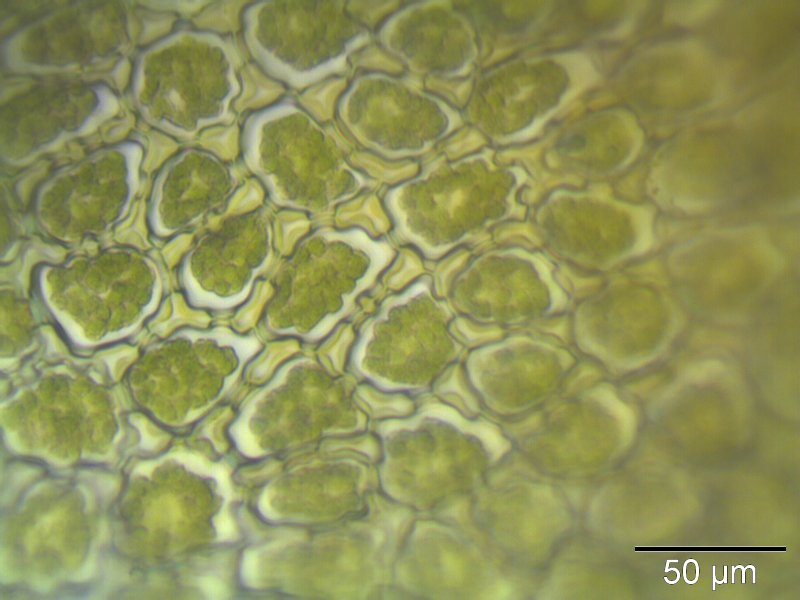
Bladcellen
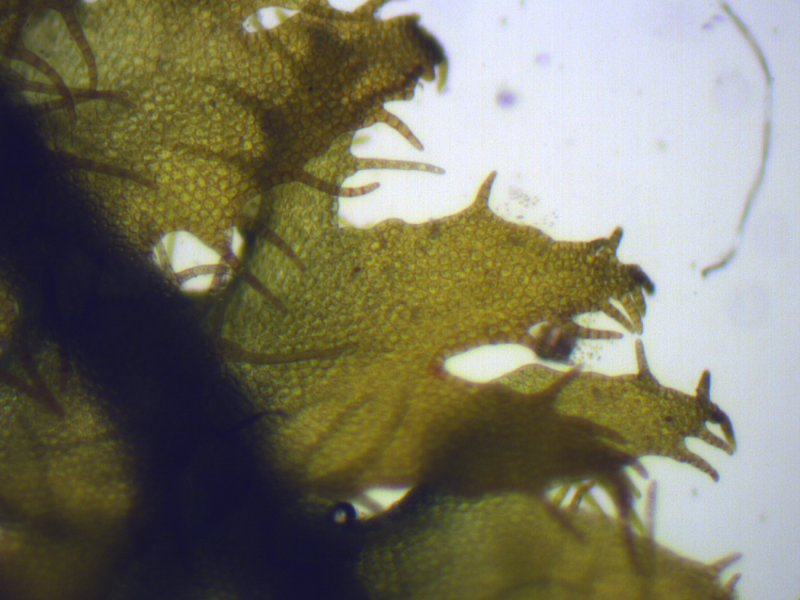